# فورت هانتر (پنسیلوانیا)
فورت هانتر (به انگلیسی: Fort Hunter) یک منطقهٔ مسکونی در ایالات متحده آمریکا است که در Dauphin County واقع شده‌است.